# Przemysław Piasta
Przemysław Piasta (ur. 12 października 1979 w Poznaniu) – polski polityk, samorządowiec, przedsiębiorca, z wykształcenia historyk.

## Życiorys
Absolwent VI Liceum Ogólnokształcącego im. Ignacego Jana Paderewskiego w Poznaniu. Studia ukończył na Wydziale Historycznym Uniwersytetu im. Adama Mickiewicza.
W 1998 przystąpił do Stronnictwa Narodowego, a w 1999 został jego prezesem w Poznaniu. Działał także w Młodzieży Wszechpolskiej. W 2001 wraz z SN współtworzył Ligę Polskich Rodzin. Stał na czele struktur tej partii w Poznaniu. Był także wiceprezesem LPR w Wielkopolsce i członkiem rady krajowej partii. W latach 2002–2006 pełnił mandat radnego sejmiku województwa wielkopolskiego. Wówczas był także jednym z inicjatorów powołania stowarzyszenia Wspólnota Ofiar Niemieckich Wypędzeń. W wyborach w 2004 bez powodzenia kandydował do Parlamentu Europejskiego, a w wyborach parlamentarnych w 2005 otwierał listę LPR do Sejmu w okręgu konińskim, nie uzyskując mandatu. Od października 2005 do listopada 2006 był wicemarszałkiem województwa wielkopolskiego. Nie ubiegał się o reelekcję w wyborach samorządowych w 2006. W maju 2010 wstąpił do Prawa i Sprawiedliwości. Rok później złożył rezygnację z członkostwa w tej partii. W wyborach parlamentarnych w 2011 otwierał listę ugrupowania Polska Jest Najważniejsza do Sejmu w okręgu poznańskim (nie należąc do partii; ugrupowanie nie osiągnęło progu wyborczego). W 2012 założył stowarzyszenie Tak dla Poznania, a w 2014 partię Tak dla Polski (wraz z innymi byłymi działaczami LPR, m.in. Maciejem Eckardtem i Robertem Strąkiem), zostając jej prezesem. W tym samym roku otwierał listę Kongresu Nowej Prawicy do sejmiku wielkopolskiego, a w 2015 konińską listę KORWiN do Sejmu (ugrupowania te nie osiągały progu wyborczego). Nadal kierując TdP, zasiadał w radzie krajowej KORWiN i był prezesem jej okręgu południowowielkopolskiego (kaliskiego). Jednocześnie w 2016 współtworzył stowarzyszenie Endecja, zostając jego wiceprezesem, a także stając na czele struktur w Wielkopolsce (był nim do 2018). W wyniku połączenia Tak dla Polski z Ligą Narodową, w styczniu 2017 LN (po wcześniejszym jej wyrejestrowaniu, jeszcze pod nazwą Ruch Ludowo-Narodowy) znalazła się w ewidencji partii poprzez przerejestrowanie TdP. Przemysław Piasta przestał pełnić wówczas funkcję prezesa, jednak zasiadł w zarządzie LN (wyrejestrowanej w lutym 2023). W październiku 2017 odszedł z KORWiN.
Jest także m.in. prezesem założonej w 2004 Fundacji Narodowej im. Romana Dmowskiego. Stale współpracuje z tygodnikiem „Myśl Polska”. W styczniu 2021 przystąpił do Towarzystwa Gimnastycznego „Sokół”.
W kwietniu 2025 „Gazeta Wyborcza” podała, że Przemysław Piasta znajduje się na liście osób mogących brać udział w szerzeniu rosyjskiej dezinformacji w Polsce, przekazanej ABW przez Komisję ds. badania wpływów rosyjskich i białoruskich w latach 2004–2024 w rządzie Donalda Tuska.